# بویان اسلات
بویان اسلات (انگلیسی: Boyan Slat؛ زادهٔ ۲۷ ژوئیهٔ ۱۹۹۴) مخترع و کارآفرین اهل پادشاهی هلند است.